# Segunda División 2013-2014 (Spagna)
La stagione 2013-2014 della Segunda División (detta Liga Adelante per ragioni di sponsorizzazione) è l'83ª edizione del campionato di calcio spagnolo di seconda divisione. La stagione regolare è cominciata il 16 agosto 2013 e terminerà il 9 giugno 2014. È quindi prevista una fase di play-off per la promozione, suddivisa in semifinali e finali, che vengono disputate in sfide di andata e ritorno. Campione del torneo precedente, e quindi assente per la promozione in Primera División, è l'Elche.

## Stagione

### Novità
Nella stagione precedente hanno ottenuto la promozione nella Liga l'Elche, vincitore del campionato, il Villarreal, dopo un solo anno trascorso nella seconda divisione spagnola, e l'Almería, vincitrice dei play-off. Sono invece retrocesse quattro squadre: Deportivo Guadalajara, Racing Santander, Huesca e Xerez, che hanno concluso rispettivamente al 18º, 20º, 21º e 22º posto. Invece del Deportivo Guadalajara, classificatosi 18º la stagione precedente, sarebbe dovuto retrocedere il Real Murcia in base ai risultati sportivi. Un'irregolarità nell'aumento del capitale della società castigliana risalente all'estate del 2012 ha portato la LFP (Liga de Fútbol Profesional) a indagare sul Guadalajara e a intentare una causa per frode, appropriazione indebita e amministrazione sleale contro il presidente Germán Retuerta. Questi d'altro canto ha cercato un aiuto federale nella persona di Ángel María Villar, presidente della RFEF, il quale ha contestato alla LFP il diritto di retrocedere una squadra a una categoria inferiore. A sua volta la Liga de Fútbol Profesional si è scagliata contro la Federazione calcistica spagnola dando vita a uno scontro federativo che si è concluso con l'abbandono della disputa da parte della RFEF, la quale ha deciso di non pronunciarsi senza la sentenza del Commissione Disciplinare Spagnola dello Sport (CEDD). Venerdì 12 luglio 2013 il CEDD ha negato la sospensione cautelare richiesta dal club di Retuerta, condannandolo alla retrocessione in Segunda División B, a causa della violazione delle prescrizioni dettate dalla Legge dello Sport e dalla Commissione Mista riguardanti le S.A.D..
Dalla Primera División sono retrocesse il Maiorca, il Deportivo La Coruña e il Real Saragozza, mentre hanno ottenuto la promozione dalla Segunda División B l'Alavés, campione di categoria, il Tenerife, l'Eibar e il Real Jaén.

### Formula
Al torneo partecipano 22 squadre che si sfidano in un girone all'italiana secondo la struttura più consueta dei campionati calcistici moderni. Ogni partecipante deve sfidare tutti gli altri per due volte: la prima nel girone d'andata, l'altra nel girone di ritorno. L'ordine in cui vengono affrontate le altre squadre è stabilito dal calendario, il quale stabilisce tutte le partite d'andata che verranno ripetute nello stesso ordine al ritorno, con l'inversione però del terreno di gioco. Vengono assegnati tre punti per la vittoria, uno per il pareggio e zero per la sconfitta, indipendentemente dal fattore campo.
Successivamente vengono disputati i play-off, concessi alle squadre che si sono piazzate tra la terza e la sesta posizione al termine della stagione regolare. Quella meglio classificata affronta l'ultima che ha conquistato un posto utile per garantirsi l'accesso alle eliminatorie, mentre la quarta e la quinta si sfidano tra di loro. I vincenti di questi incontri, che vengono stabiliti su match di andata e ritorno, si affrontano nella cosiddetta finale play-off, che determinerà la terza squadra che potrà aver accesso, nella stagione successiva, in Primera División.
Retrocedono invece le ultime quattro squadre classificatesi al termine dell'ultima giornata di ritorno.

## Promozioni e retrocessioni

### Dalla Segunda División
Promosse in Liga BBVA
- Elche
- Villarreal
- Almería

Retrocesse in Segunda División B
- Deportivo Guadalajara
- Racing Santander
- Huesca
- Xerez

### In Segunda División
Retrocesse dalla Liga BBVA
- Maiorca
- Deportivo La Coruña
- Real Saragozza

Promosse dalla Segunda División B
- Alavés
- Tenerife
- Eibar
- Real Jaén

## Squadre partecipanti
| Club                | Città                      | Stadio                       | Stagione precedente                                            |
| ------------------- | -------------------------- | ---------------------------- | -------------------------------------------------------------- |
| Alavés              | Vitoria                    | Mendizorrotza                | 1º nel gruppo II della Segunda División B, promosso ai playoff |
| Alcorcón            | Alcorcón                   | Santo Domingo                | 5º in Segunda División                                         |
| Barcellona B        | Barcellona                 | Mini Estadi                  | 9º in Segunda División                                         |
| Córdoba             | Cordova                    | Nuevo Arcángel               | 13º in Segunda División                                        |
| Deportivo La Coruña | La Coruña                  | Riazor                       | 19º in Primera División                                        |
| Eibar               | Eibar                      | Municipal de Ipurua          | 2º nel gruppo II della Segunda División B, promosso ai playoff |
| Girona              | Girona                     | Montilivi                    | 4º in Segunda División                                         |
| Hércules            | Alicante                   | José Rico Pérez              | 17º in Segunda División                                        |
| Las Palmas          | Las Palmas de Gran Canaria | Estadio de Gran Canaria      | 6º in Segunda División                                         |
| Lugo                | Lugo                       | Anxo Carro                   | 11º in Segunda División                                        |
| Maiorca             | Palma di Maiorca           | Iberostar Estadi             | 18º in Primera División                                        |
| Mirandés            | Miranda de Ebro            | Municipal de Anduva          | 14º in Segunda División                                        |
| Numancia            | Soria                      | Los Pajaritos                | 15º in Segunda División                                        |
| Ponferradina        | Ponferrada                 | El Toralín                   | 7º in Segunda División                                         |
| Real Jaén           | Jaén                       | Nuevo Estadio de La Victoria | 1º nel gruppo IV della Segunda División B, promosso ai playoff |
| Real M. Castilla    | Madrid                     | Alfredo di Stéfano           | 8º in Segunda División                                         |
| Real Murcia         | Murcia                     | Nueva Condomina              | 19º in Segunda División                                        |
| Recreativo Huelva   | Huelva                     | Nuevo Colombino              | 12º in Segunda División                                        |
| Sabadell            | Sabadell                   | Estadi de la Nova Creu Alta  | 16º in Segunda División                                        |
| Saragozza           | Saragozza                  | La Romareda                  | 20º in Primera División                                        |
| Sporting Gijón      | Gijón                      | El Molinón                   | 10º in Segunda División                                        |
| Tenerife            | Santa Cruz de Tenerife     | Heliodoro Rodríguez López    | 1º nel gruppo I della Segunda División B, promosso ai playoff  |

## Classifica finale
Aggiornata al 9 giugno 2014, a stagione conclusa
|  | Pos. | Squadra             | Pt | G  | V  | N  | P  | GF | GS | DR  |
|  | ---- | ------------------- | -- | -- | -- | -- | -- | -- | -- | --- |
|  | 1.   | Eibar               | 71 | 42 | 19 | 14 | 9  | 49 | 28 | +21 |
|  | 2.   | Deportivo La Coruña | 69 | 42 | 19 | 12 | 11 | 48 | 36 | +12 |
|  | 3.   | Barcellona B        | 66 | 42 | 20 | 6  | 16 | 60 | 47 | +13 |
|  | 4.   | Real Murcia         | 65 | 42 | 16 | 17 | 9  | 55 | 44 | +11 |
|  | 5.   | Sporting Gijón      | 64 | 42 | 16 | 16 | 10 | 63 | 51 | +12 |
|  | 6.   | Las Palmas          | 63 | 42 | 18 | 9  | 15 | 51 | 50 | +1  |
|  | 7.   | Córdoba             | 61 | 42 | 16 | 13 | 13 | 46 | 43 | +3  |
|  | 8.   | Recreativo Huelva   | 61 | 42 | 16 | 13 | 13 | 53 | 53 | 0   |
|  | 9.   | Alcorcón            | 59 | 42 | 16 | 11 | 15 | 46 | 40 | +6  |
|  | 10.  | Sabadell            | 59 | 42 | 17 | 8  | 17 | 52 | 59 | -7  |
|  | 11.  | Tenerife            | 54 | 42 | 15 | 9  | 18 | 46 | 49 | -3  |
|  | 12.  | Lugo                | 54 | 42 | 14 | 12 | 16 | 41 | 48 | -7  |
|  | 13.  | Numancia            | 54 | 42 | 11 | 21 | 10 | 42 | 41 | +1  |
|  | 14.  | Saragozza           | 53 | 42 | 13 | 14 | 15 | 49 | 53 | -4  |
|  | 15.  | Girona              | 51 | 42 | 12 | 15 | 15 | 52 | 50 | +2  |
|  | 16.  | Ponferradina        | 51 | 42 | 13 | 12 | 17 | 46 | 49 | -3  |
|  | 17.  | Maiorca             | 51 | 42 | 12 | 15 | 15 | 46 | 57 | -11 |
|  | 18.  | Alavés              | 51 | 42 | 13 | 12 | 17 | 57 | 57 | 0   |
|  | 19.  | Mirandés            | 50 | 42 | 13 | 11 | 18 | 39 | 56 | -17 |
|  | 20.  | Real M. Castilla    | 49 | 42 | 13 | 10 | 19 | 49 | 56 | -7  |
|  | 21.  | Real Jaén           | 48 | 42 | 12 | 12 | 18 | 43 | 49 | -6  |
|  | 22.  | Hércules            | 45 | 42 | 11 | 12 | 19 | 45 | 62 | -17 |

Legenda:

      Promosse in Primera División 2014-2015
 Qualificate ai play-off promozione
      Retrocesse in Segunda División B 2014-2015
Note:

Tre punti a vittoria, uno a pareggio, zero a sconfitta.
In caso di arrivo di due squadre a pari punti, la graduatoria verrà stilata in base all'ordine dei seguenti criteri:
- Differenza reti negli scontri diretti
- Differenza reti generale
- Reti realizzate in generale

In caso di arrivo di tre o più squadre a pari punti, la graduatoria verrà stilata in base all'ordine dei seguenti criteri:
- Punti negli scontri diretti (classifica avulsa)
- Differenza reti negli scontri diretti
- Differenza reti generale
- Reti realizzate in generale
- Classifica fair-play stilata a inizio stagione

Nel caso un criterio escluda solamente alcune delle squadre, senza quindi determinare l'ordine completo, tali squadre vengono escluse dal criterio successivo, rimanendo così senza possibilità di posizionarsi meglio.

### Verdetti
- Eibar vincitrice della Segunda División 2013-2014 e promossa in Primera División 2014-2015.
- Deportivo La Coruña promossa in Primera División 2014-2015,  Córdoba promossa dopo i play-off.
- Real Murcia,  Sporting Gijón,  Las Palmas e  Córdoba qualificate ai play-off.
- Real Murcia,  Real Madrid B,  Real Jaén e  Hércules retrocesse in Segunda División B 2014-2015.

## Play-off

### Tabellone
|  | Semifinali | Semifinali     | Semifinali | Semifinali | Semifinali |  |  | Finale | Finale     | Finale | Finale | Finale |  |
|  |            |                |            |            |            |  |  |        |            |        |        |        |  |
|  | 7          | Córdoba        | 0          | 2          | 2          |  |  |        |            |        |        |        |  |
|  | 4          | Real Murcia    | 0          | 1          | 1          |  |  | 7      | Córdoba    | 0      | 1      | 1      |  |
|  | 6          | Las Palmas     | 1          | 1          | 2          |  |  | 6      | Las Palmas | 0      | 1      | 1      |  |
|  | 5          | Sporting Gijón | 0          | 0          | 0          |  |  |        |            |        |        |        |  |

Note:
Incontri di andata e ritorno.
Il vincitore viene determinato in base all'ordine dei seguenti criteri:
- Miglior differenza reti a favore al termine dei tempi regolamentari
- Maggior numero di reti fuori casa al termine dei tempi regolamentari
- Miglior differenza reti a favore al termine dei tempi supplementari
- Maggior numero di reti fuori casa al termine dei tempi supplementari
- Maggior numero di reti segnati ai tiri di rigore

### Semifinali

#### Andata
| Cordova 11 giugno 2014, ore 20:00 CEST Semifinali - Andata | Córdoba                                            | 0 – 0 referto | Real Murcia | Nuevo Arcángel (20.300 spett.)\| Arbitro: \| Dámaso Arcediano Monescillo (Comitato castigliano) \| |
| Arbitro:                                                   | Dámaso Arcediano Monescillo (Comitato castigliano) |               |             | |

| Arbitro: | Daniel Ocón Arráiz (Comitato riojano) |

|            |           |  |
| Aranda 21’ | Marcatori |  |

#### Ritorno
| Arbitro: | David Medie Jiménez (Comitato catalano) |

|  |           |                |
|  | Marcatori | Asdrúbal 90+4’ |

| Arbitro: | Santiago Jaime Latre (Comitato aragonese) |

|                |           |                       |
| Wellington 52’ | Marcatori | 7’ Pedro 57’ R. Bravo |

### Finale

#### Andata
| Cordova 19 giugno 2014, ore 20:00 CEST Finale - Andata | Córdoba                                | 0 – 0 referto | Las Palmas | Nuevo Arcángel (21.800 spett.)\| Arbitro: \| Iñaki Bikandi Garrido (Comitato basco) \| |
| Arbitro:                                               | Iñaki Bikandi Garrido (Comitato basco) |               |            |                                                                                        |

#### Ritorno
| Arbitro: | José María Sánchez Martínez (Comitato murciano) |

|           |           |                |
| Apoño 48’ | Marcatori | 90+3’U. Dávila |

## Statistiche
Aggiornate al 9 giugno 2014, a stagione regolare conclusa.

### Squadre

#### Classifiche di rendimento

##### Rendimento andata-ritorno[20]
| Andata               | Andata | Ritorno              | Ritorno |
|                      |        |                      |         |
| Deportivo La Coruña  | 36     | Barcellona B         | 39      |
| Sporting Gijón       | 33     | Eibar                | 39      |
| Eibar                | 32     | Real Murcia          | 37      |
| Saragozza            | 32     | Alcorcón             | 34      |
| Recreativo Huelva    | 32     | Deportivo La Coruña  | 33      |
| Numancia             | 31     | Las Palmas           | 32      |
| Las Palmas           | 31     | Sporting Gijón       | 31      |
| Córdoba              | 30     | Córdoba              | 31      |
| Sabadell             | 30     | Alavés               | 29      |
| Maiorca              | 30     | Recreativo Huelva    | 29      |
| Real Murcia          | 28     | Sabadell             | 29      |
| Ponferradina         | 28     | Girona               | 28      |
| Real Jaén            | 28     | Real Madrid Castilla | 28      |
| Lugo                 | 27     | Tenerife             | 27      |
| Barcellona B         | 27     | Lugo                 | 27      |
| Tenerife             | 27     | Mirandés             | 24      |
| Hércules             | 27     | Numancia             | 23      |
| Mirandés             | 26     | Ponferrandina        | 23      |
| Alcorcón             | 25     | Maiorca              | 21      |
| Girona               | 23     | Saragozza            | 21      |
| Alavés               | 22     | Real Jaén            | 20      |
| Real Madrid Castilla | 21     | Hércules             | 18      |

##### Rendimento casa-trasferta[21]
| Casa                 | Casa | Trasferta            | Trasferta |
|                      |      |                      |           |
| Sabadell             | 46   | Deportivo La Coruña  | 36        |
| Sporting Gijón       | 42   | Eibar                | 32        |
| Eibar                | 39   | Recreativo Huelva    | 30        |
| Barcellona B         | 38   | Barcellona B         | 28        |
| Real Murcia          | 37   | Real Murcia          | 28        |
| Lugo                 | 35   | Las Palmas           | 28        |
| Las Palmas           | 35   | Córdoba              | 27        |
| Ponferradina         | 34   | Alcorcón             | 25        |
| Córdoba              | 34   | Saragozza            | 25        |
| Tenerife             | 34   | Numancia             | 24        |
| Alcorcón             | 34   | Alavés               | 23        |
| Deportivo La Coruña  | 33   | Sporting Gijón       | 22        |
| Mirandés             | 33   | Maiorca              | 21        |
| Real Jaén            | 32   | Hércules             | 21        |
| Girona               | 31   | Girona               | 20        |
| Recreativo Huelva    | 31   | Tenerife             | 20        |
| Numancia             | 30   | Real Madrid Castilla | 20        |
| Maiorca              | 30   | Lugo                 | 19        |
| Real Madrid Castilla | 29   | Ponferradina         | 17        |
| Alavés               | 28   | Mirandés             | 17        |
| Saragozza            | 28   | Real Jaén            | 16        |
| Hércules             | 24   | Sabadell             | 13        |

#### Record
- Maggior numero di vittorie: Barcellona B (20)
- Minor numero di vittorie: Numancia e Hércules (11)
- Maggior numero di pareggi: Numancia (21)
- Minor numero di pareggi: Barcellona B (6)
- Maggior numero di sconfitte: Hércules e Real Madrid Castilla (19)
- Minor numero di sconfitte: Eibar e Real Murcia (9)
- Miglior attacco: Sporting Gijón (63)
- Peggior attacco: Mirandés (39)
- Miglior difesa: Eibar (28)
- Peggior difesa: Hércules (62)
- Miglior differenza reti: Eibar (+21)
- Peggior differenza reti: Hércules e Mirandés (-17)
- Miglior serie positiva: Eibar (11 risultati utili consecutivi, dalla 22ª alla 32ª giornata)[22]
- Maggior serie senza vittorie: Girona (12, dalla 14ª alla 25ª giornata)[22]
- Maggior numero di vittorie consecutive: Recreativo Huelva (6, dalla 4ª alla 9ª giornata)[22]
- Maggior numero di pareggi consecutivi: Girona (6, dalla 20ª alla 25ª giornata)[22]
- Maggior numero di sconfitte consecutive: Real Madrid Castilla (7, dalla 1ª alla 7ª giornata)[22]
- Maggior numero di cartellini gialli ricevuti: Alcorcón (135)[23]
- Minor numero di cartellini gialli ricevuti: Barcellona B (81)[23]
- Maggior numero di cartellini rossi ricevuti:[24] Alcorcón (12)[23]
- Minor numero di cartellini rossi ricevuti:[24] Barcellona B, Lugo e Real Jaén (3)[23]

### Individuali

#### Classifica marcatori
Classifica marcatori su Soccerway.
| Gol | Rigori |  | Giocatore         | Squadra             |
| --- | ------ |  | ----------------- | ------------------- |
| 25  | 7      |  | Borja Viguera     | Alavés              |
| 23  | 5      |  | Kike              | Real Murcia         |
| 23  | 4      |  | Stefan Šćepović   | Sporting Gijón      |
| 18  | 5      |  | Aníbal            | Sabadell            |
| 16  | 1      |  | Jona              | Real Jaén           |
| 16  |        |  | Ayoze Pérez       | Tenerife            |
| 13  |        |  | Vincenzo Rennella | Lugo                |
| 12  | 2      |  | Yuri De Souza     | Ponferradina        |
| 12  |        |  | Dejan Lekić       | Sporting Gijón      |
| 12  |        |  | Roger             | Saragozza           |
| 11  |        |  | Gerard Moreno     | Maiorca             |
| 11  |        |  | Jota Peleteiro    | Eibar               |
| 10  |        |  | Sergi Enrich      | Numancia            |
| 10  |        |  | Fofo              | Ponferradina        |
| 10  |        |  | Borja González    | Deportivo La Coruña |
| 10  |        |  | Miguel Linares    | Recreativo Huelva   |
| 10  | 1      |  | Javier Portillo   | Hércules            |
| 10  | 1      |  | Xisco             | Córdoba             |

#### Record
- Capocannoniere: Borja Viguera (25)
- Miglior assist-man: Saúl Berjón (20)[26]
- Maggior numero di minuti giocati:[27] Jésus Cabrero e Daniel Giménez (3 780)[28]
- Maggior numero di cartellini gialli ricevuti: Aitor Sanz (23)
- Maggior numero di cartellini rossi ricevuti: Aythami Artiles, Alberto Escassi e Raúl Navas (3)
- Maggior numero di partite di imbattibilità: Xabier Iruretagoiena (22)[29]

### Partite
- Partita con maggiore scarto di gol: Eibar - Real Madrid Castilla 6-0, Girona - Lugo 6-0 (6)
- Partita con più reti: Barcellona B - Alcorcón 4-3 (7, 41ª giornata)